# 決起軍
決起軍（けっきぐん）は、1988年から1989年まで全日本プロレスで活動した、タイガーマスク（2代目）を中心としたユニット。

## 概要
タイガーマスク（2代目）は1986年に保持していたNWAインターナショナル・ジュニアヘビー級王座を返上してヘビー級に転向。1987年に天龍源一郎がジャンボ鶴田との鶴龍コンビを解消して阿修羅・原と天龍同盟を結成すると、鶴田は新パートナーにタイガーを指名。鶴田・タイガー組は7月3日にスタン・ハンセン、テッド・デビアス組を破りPWF世界タッグ王座を奪取するが、8日後の再戦に敗れ王座から転落。その後鶴田は解散したジャパンプロレスから転籍した谷津嘉章と10月に五輪コンビを結成、年末の世界最強タッグ決定リーグ戦にも出場し優勝を果たし、五輪コンビが定着する。宙に浮いたタイガーマスクは1988年3月、8か月ぶりに行われた猛虎七番勝負の最終戦で鶴田と対戦した以外は目立った活躍がなかった。
5月10日に結婚を発表したタイガーマスクは自身の正体を三沢光晴であることを公表。その直後に開幕した「'88スーパーパワー・シリーズ」の後半にタイガーは若手4選手とともに「打倒天龍同盟」を掲げ「決起軍」を結成した。メンバーは元ジャパンプロレスの仲野信市、前年にデビューした高木功、この年の1月にデビューした田上明、2月から所属選手となった高野俊二。このシリーズでは前半に高野が、後半に高木と田上が負傷欠場したため、7月の「'88サマーアクション・シリーズ」から本格的に始動するが、開幕戦でタイガー・田上組が天龍・原の龍原砲にあえなく敗れ、高野はハンセンに4分弱で完敗。最終戦では仲野・高野組がサムソン冬木・川田利明組（フットルース）の持つアジアタッグ王座に挑戦するが敗れ、高木はハンセンとの一騎打ちが組まれたが4分台でラリアットの前に沈んだ。さらにタイガーが次の「'88サマーアクション・シリーズ2」の終盤に左膝靭帯を負傷。その後も出場を続けていたが、1989年の4月に左膝を手術し長期欠場に入った。リーダー不在の中、残されたメンバーは伸び悩みの状態が続き、見かねたジャイアント馬場が6月7日に「全然決起していない」と決起軍の解散を発表した。

## メンバー
- タイガーマスク（2代目）
- 仲野信市
- 高野俊二
- 高木功
- 田上明

## 獲得タイトル
仲野信市
- 世界ジュニアヘビー級王座（第7代、防衛0回）

仲野信市&高野俊二
- アジアタッグ王座（第46代、防衛0回）